# Кіберкультура
Кіберкульт́ура (англ. Cyberculture) — багатоаспектна, багатофункціональна категорія що відображає (є образом) різновиду інформаційної культури як:
1. напрямку в культурі, в основі якого використання можливостей комп’ютерних ігор та технологій віртуальної реальності;
2. нового етапу формування інформаційної культури кіберсуспільства.